# Schutzengelberg
Schutzengelberg är ett berg i Österrike.   Det ligger i  förbundslandet Wien, i den östra delen av landet, 12 km väster om huvudstaden Wien. Toppen på Schutzengelberg är 450 meter över havet.
Terrängen runt Schutzengelberg är huvudsakligen lite kuperad. Runt Schutzengelberg är det mycket tätbefolkat, med 3 134 invånare per kvadratkilometer.. Närmaste större samhälle är Wien, 12,4 km öster om Schutzengelberg. 
I omgivningarna runt Schutzengelberg växer i huvudsak blandskog.